# Carnevale di Palma Campania

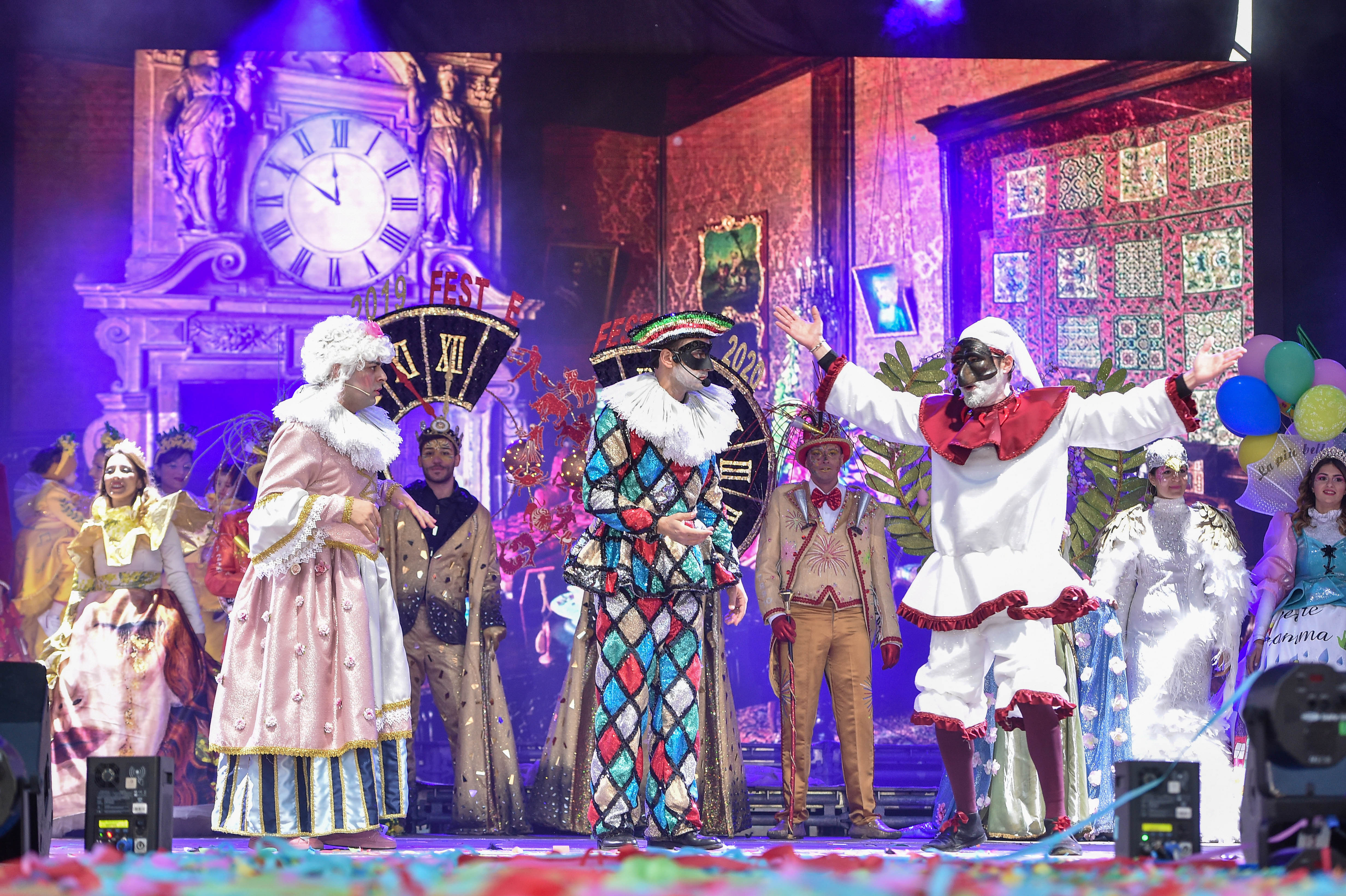
Carnevale di Palma Campania

A Palma Campania, nel napoletano, il carnevale arriva in Quadriglia, meccanismo da spettacolo.
Il carnevale di Palma Campania  in un lungo serpentone mascherato che racchiudono l'idea chiave del tema.
La kermesse si apre con la Sfilata delle Quadriglie. L'appuntamento è nel pomeriggio della domenica antecedente che anticipa il martedì grasso.
La domenica prima del martedì grasso, invece, le Quadriglie si esibiscono in veri e propri spettacoli dal vivo, mini musical che vengono messi in scena su un palco appositamente allestito. 
Il lunedì sera si festeggia il Passo. È la vigilia della grande sfida delle quadriglie che si consuma il martedì grasso. I gruppi mascherati si danno appuntamento alle 19,00. Dopo l'ultima prova del canzoniere le quadriglie iniziano la loro sfilata per le strade del centro storico senza indossare i costumi carnevaleschi, ma soltanto coccarde e cappellini colorati del gruppo di appartenenza.
Il martedì grasso per Palma Campania è una competizione musicale dal vivo, vera tradizione del Carnevale Palmese. Il maestro della Quadriglia, altra figura imprescindibile della tradizione, scandisce il tempo al suo gruppo all’unisono con la banda di fiati e percussioni. I figuranti, nei loro appariscenti e scenografici abiti, tengono il tempo con strumenti tradizionali quali tamburello, putipù, scetavajasse e triccheballacche.

## Bibliografia

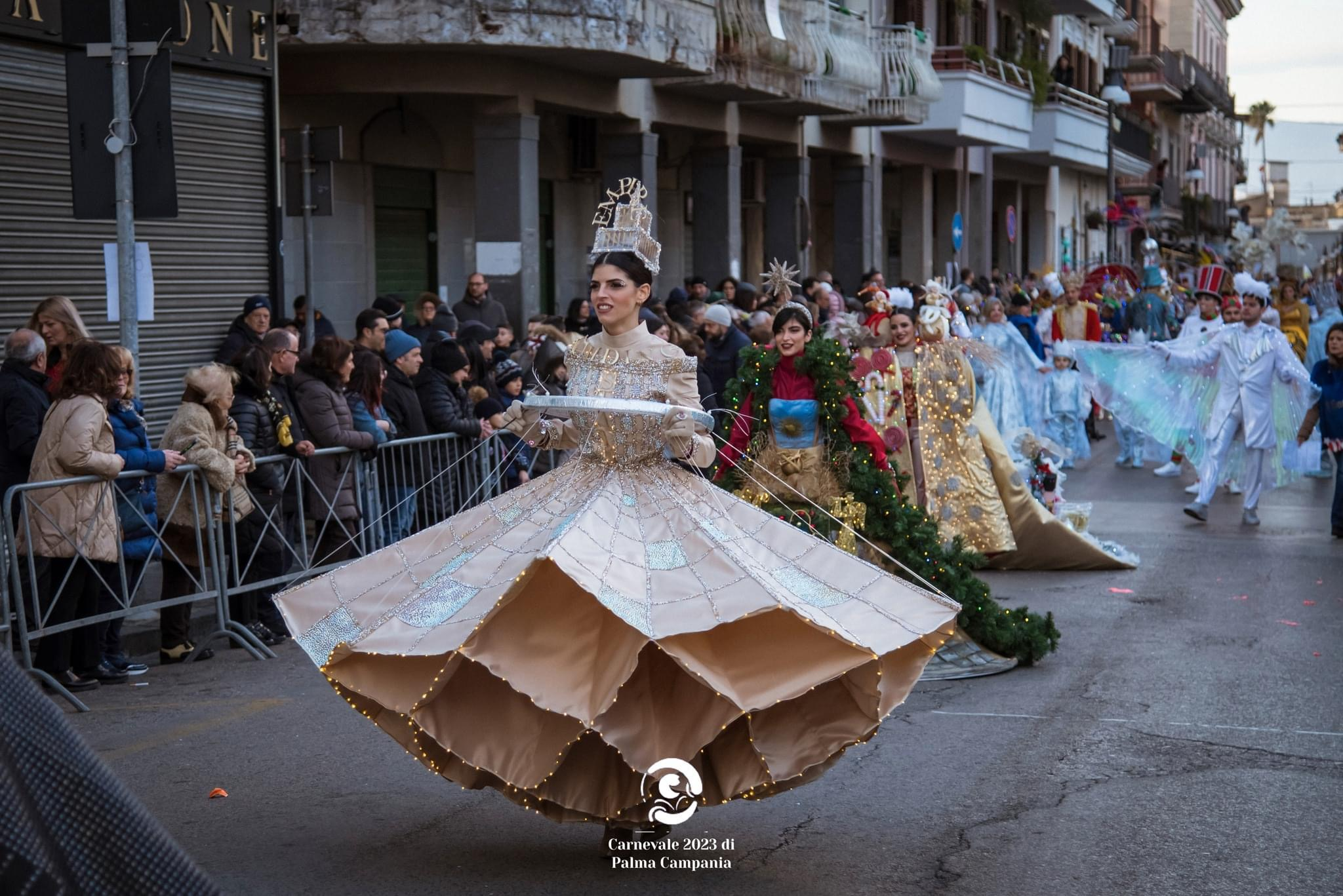
Sfilata percorso storico del Carnevale di Palma Campania

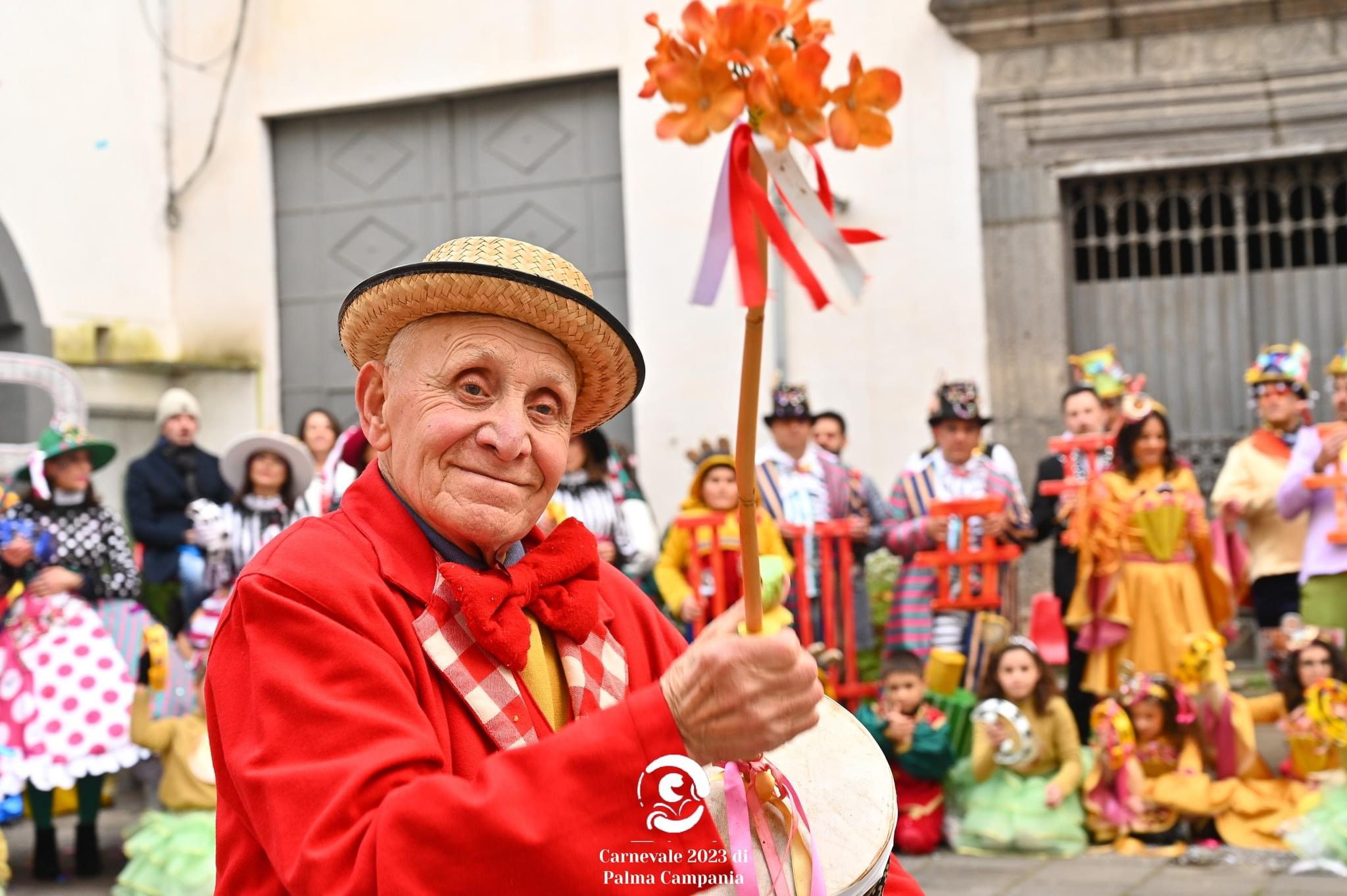
Putipù

## Collegamenti esterni

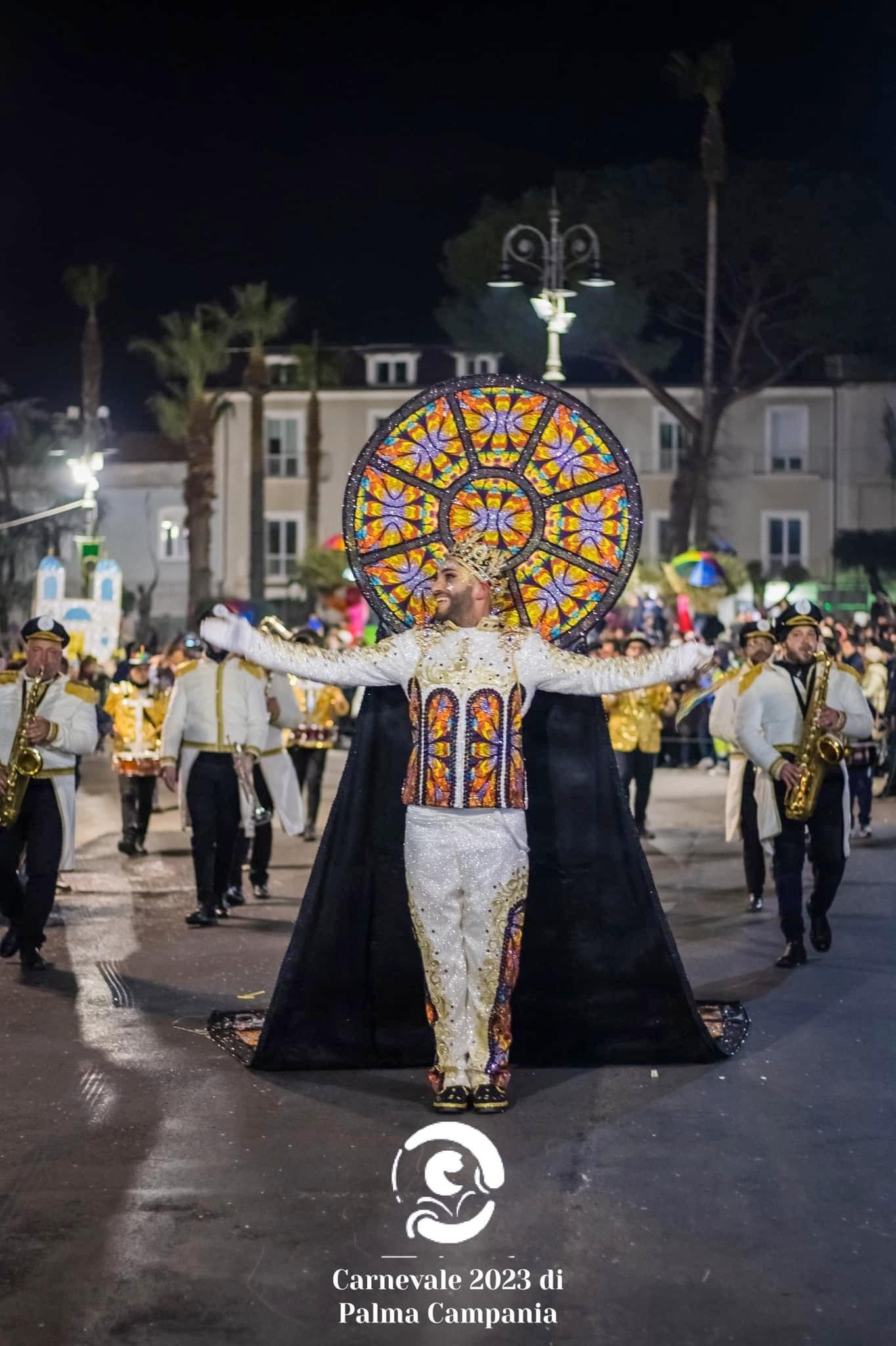
Maestro con banda di musica